# Kurt Müller (General)
Kurt Müller (* 29. April 1882 in Ohlau, Schlesien; † 4. Oktober 1942 in Wiesbaden) war ein deutscher Offizier, zuletzt Generalleutnant der Wehrmacht.

## Leben
Kurt Müller trat am 30. März 1901 als Fahnenjunker in die Armee ein. Am 18. August 1902 (Patent vom 19. August 1901) wurde er im Pionier-Bataillon 6 zum Leutnant befördert. Am 18. August 1910 zum Oberleutnant befördert, war er 1911 als Adjutant beim Pionier-Bataillon 6.
Nach dem Krieg wurde er in die Reichswehr übernommen. 1923 war er als Hauptmann (Beförderung am 8. Oktober 1914) in der Inspektion der Pioniere und der Festungen (In 5) im Reichswehrministerium in Berlin. Am 1. Oktober 1929 wurde er zum Oberstleutnant befördert und war seit 1. Februar 1929 Kommandeur des 5. Pionier-Bataillons (Ulm). Bis 1930 hatte er u. a. das Eiserne Kreuz 1. Klasse, den Bayerischen Militärverdienstorden 4. Klasse mit Schwertern und das Offizierskreuz mit Schwertern des Sächsischen Albrechtsordens. Zum 1. Oktober 1931 gab er das Kommando über das 5. Pionier-Bataillon ab. Am 1. April 1932 folgte seine Beförderung zum Oberst.
Vom 1. Oktober 1934 bis 1. Mai 1937 war er Inspekteur der Westbefestigungen (Wiesbaden). in dieser Position wurde er am 1. April 1935 Generalmajor. Im April 1937 noch mit dem Charakter als Generalleutnant versehen, wurde er einen Monat später verabschiedet.
Vom 15. März 1941 bis 15. Juni 1942 war er erster Kommandeur der 286. Sicherungs-Division. Am 1. Juni 1941 wurde er Generalleutnant z. V. Nach seiner Abkommandierung als Kommandeur kam er in die Führerreserve und starb wenig später.